# 素嚴
蘇嚴（1669年—1692年），或作蘇燕、蘇彥、素嚴，鑲紅旗滿洲人，愛新覺羅氏，清朝宗室，輔國公綽克託子。次女嫁年羹堯。
康熙四年，父綽克託封奉恩辅国公，康熙二十一年，蘇嚴袭輔國公。康熙三十一年蘇嚴卒，再由父綽克託重新袭輔國公。三十七年，由弟普照袭爵。

## 家族
- 努爾哈赤（高祖父）
- 阿濟格（曾祖父）
- 傅勒赫（祖父）
- 構孳（伯）、綽克託（父）
- 普照、經照、興綬、隆德、瑚圖禮（敦誠祖父）（弟）
- 妻尚佳氏，镶蓝旗汉军、内大臣尚之孝之女，祖父平南王尚可喜
- 素拜（子）
- 九成（或作九如，袭家族辅国公爵，字拙庵，一女嫁总督李侍尧弟李奉尧）、亨新、璐達（袭家族辅国公爵）（侄）
- 女婿镶黄旗汉军、康熙三十九年（1700年）庚辰科进士年羹尧（蘇嚴次女為年羹堯繼妻，雍正元年封縣君，年羹堯死後，命回娘家宗室）。
- 門下包衣護衛色恒額（塞亨額），孫佳氏，為乾隆朝重臣託恩多之父，道光咸豐兩朝提督桂明、提督桂齡之曾祖父。